# Sinus Successus
Il Sinus Successus è una struttura geologica della superficie della Luna.